# Diablo II
Diablo II je počítačová hra společnosti Blizzard Entertainment žánru akční RPG. Hra navazuje na předchozí díl Diablo I a tvůrci dali hráčům i zde příležitost projít se v tomto temném gothic fantasy světě třikrát se stejnou postavou v různých obtížnostech. Hru lze projít s jednou z pěti postav, prochází různými prostředími od bažin přes pouště a džungli až do jiného rozměru pekla. Vývoj postavy je upřednostněn před příběhem a dialogy, jež jsou spíše doplňkem. Hra se ihned po vydání stala legendou a také terčem kopírování. Ke hře vyšel datadisk Diablo II: Lord of Destruction, který rozšiřuje příběh Diabla II a přidává dvě nové hratelné postavy.

## Hratelné postavy

### Amazonka
Amazonka je bojovnice zaměřená na boje s lukem, kuší nebo kopím. Nechybí ji vysoká fyzická síla a obratnost nutná k přežití v nehostinné džungli. Ovládá i magické dovednosti jako povolání duše valkýry nebo zpomalení střel nepřátel. Co se týče bojových schopností, nabízí širokou škálu variací: od salv šípů, mrazivých šípů, oštěpů měnících se v blesky či zamořující okolí jedem, až po smrtící údery kopím.

### Necromant
Ač se na první pohled zdá, že je nekromant herní postava záporná, jeho zapojení k silám dobra je logické, protože se snaží udržet rovnováhu mezi dobrem a zlem. Smrt a boje mu přináší nové možnosti a příchod démonů není dobrý ani pro nekromanty. Používají schopnosti k oživování padlých bojovníků jako kostlivců nebo jako nemrtvých obrazů. Nekromanti také studují účinky jedu a s pomocí spřátelených duší a kostí padlých vytvářejí mocná útočná kouzla a bariéry. Roky studování jim také dodaly schopnost efektivně magicky oslabit či pozměnit myšlení nepřítele pomocí prokletí. Variant existuje hodně a existuje i schopnost, která by necromanta mohla předurčit k boji zblízka, ale i tak musí spoléhat i na ostatní schopnosti a kletby, které jsou jeho silnou výhodou.

### Barbar
Barbaři pocházejí ze severních svahů bájné hory Arreat a sdružují se v kmenech ve kterých se dědí prastaré formy bojových umění, kterým se bojovníci učí od raného dětství. Vysoká fyzická odolnost a znalost zbraní dělá z barbara ideálního bojovníka tváří v tvář a odborníka na přežití v kritických situacích. Kromě toho, že je vynikajícím bojovníkem, je i velmi dobrým vojevůdcem a všichni členové jeho družiny jsou obvykle mnohem životaschopnější, než když jsou sami. Může se specializovat na boj s jednotlivými zbraněmi a na speciální schopnosti pokřiků.

### Čarodějka
Tato herní postava vyniká v kouzlech mnohem více než všichni ostatní. Při síle jejích kouzel a správné fyzické zdatnosti její družiny se stává téměř nepřemožitelnou. Je však na rozdíl od ostatních více závislá na konkrétních vlastnostech předmětů a sehnat je není levná nebo snadná záležitost. Čarodějka může metat ledové výstřely, nechat spadnout z nebe meteorit, vykouzlit ohnivou kouli a ohnivou stěnu, nebo ledovou auru která metá ledové střely po protivnících. Zdatná je i v ovládání síly blesků. Své družině je navíc schopna očarovat zbraně, aby byl boj efektivnější.

### Paladin
Doménou paladina není síla útoku, ale jeho rychlost. Když ani ta nestačí, ochraňuje jej víra... Má k dispozici obranné a útočné aury, které ho chrání a posilují či škodí jeho nepřátelům. Ve spojení s nebesy je schopen účinně léčit sebe i zraněné spolubojovníky, obnovovat manu několikanásobně rychleji nebo likvidovat mohutným zábleskem nemrtvé. Jedná se o jednu z nejuniverzálnějších herních postav a je oblíbený v PvP družinách.

## Postavy zla (Démoni)
- Andariel, čili panna úzkosti a chtíče, je démon a jednou z druhotných zlotvorů. Mistrně ovládá jed a své kostěné bodáky, s nimiž rozdává bolestivé rány. Musíte ji zabít, abyste se dostali do 2. aktu. Její tělo se podobá Sukubám.
- Duriel je démon s titulem princ bolesti a jeden z druhotných zlotvorů. Nachází se v pravé Tal Rashově hrobce, kterou zuřivě brání svými mohutnými drápy. Vypadá jako několik metrů dlouhý a vysoký členovec.
- Mefisto je nejstarší bratr z trojice prvotních zlotvorů, zvaný Pán nenávisti. Před mnoha staletími byl uvězněn řádem zakarumských paladinů a mágů klanu Vizjerei v chrámu u města Kurastu. Strážili ho mocní Zakarumové i mágové, ale neustáli moc nenávisti a stali se Mephistovými bezduchými služebníky. Mephisto dlouhé roky očekává příchod svých dvou bratrů, se kterými může odkrýt ještě jedno tajemství, které se v Chrámu nenávisti skrývá.
- Diablo je nejmladší z bratrů trojice prvotních zlotvorů, nazývaný Pán hrůzy. Svým vzhledem se asi nejméně ze všech bratrů podobá člověku. Rudá kůže a ostny na zádech je jen několik příkladů odlišnosti. Diablo nejvíce „proslul“ tristramskými událostmi, popisovanými v prvním díle Diabla, než byl poražen v katakombách pod Tristramem.
- Baal je posledním z bratrů trojice prvotních zlotvorů, nazývaný Pán zkázy. Dlouhá desetiletí byl uvězněn zčásti ve svém duševínu, z části v těle mága Tal Rashi, kterého nakonec úplně ovládl. Jeho role je v základním Diablu II malá, avšak v datadisku se z něj stává hlavní nepřítel.

## Ostatní důležité postavy (NPC)
- Deckard Cain
- Marius
- Tyrael

## Předměty
Postava má na nošení předmětů k dispozici inventář, v němž se nachází:
- Dvě místa na zbraně – každá postava může třímat v ruce buď jednoruční zbraň + štít, nebo obouruční zbraň. Výjimkou je barbar, který může třímat v ruce dvě jednoruční zbraně nebo dvě obouruční zbraně vybraných typů. Vražedkyně z datadisku může též nosit dvě jednoruční zbraně typu drápy.
- Helma
- Brnění
- Rukavice
- Opasek – čím lepší opasek, tím více lektvarů v něm může postava nosit (4 až 16)[1]
- Boty
- Dva prsteny a amulet – na tyto věci nepotřebuje postava splnit žádné atributy, pouze je zde požadována minimální úroveň postavy.

Dále je k dispozici batoh s celkem 40 volnými políčky na sběr předmětů. Ty mohou zabírat jedno, dvě, tři, čtyři, šest nebo osm políček dle velikosti.
Zlato má své speciální místo a už nezabírá místo v inventáři, jak tomu bylo u předchozího dílu.
Přebytečné věci je možné skladovat v truhle, jež má k dispozici celkem 32 políček a cestuje s hráčem z aktu do aktu.
Předměty jsou druhově rozděleny na svitky, lektvary, šípy, šipky, klíče, drahokamy. Nejdůležitější jsou však zbraně a zbroj. Ta se vyskytuje v různých kvalitách od normálních, poškozených a vylepšených, až přechází na magické, které obsahují jednu až dvě náhodně vygenerované vlastnosti, které přejímá celá postava. Vzácné předměty poskytují tři až šest náhodných vlastností. Mezi žádané předměty patří unikáty, které mají vlastnosti pevně dané a zpravidla jsou výjimečné tím, že obsahují vlastnost, jež se běžně na jiných typech předmětů nevyskytuje, nebo má vlastnosti posílené na takovou úroveň, jaká je u magických nebo vzácných předmětů nedostupná. Zajímavostí jsou i soupravy předmětů, takzvané sety. Jedná se o souhrn dvou až šesti předmětů, které když postava najde a obleče, poskytnou postavě mnoho cenných vlastností navíc. Setové předměty samy o sobě bývají slabé, avšak plná síla se projeví až po jejich zkompletování.
V datadisku je paleta předmětů dalece rozšířena.

## Atributy
Každá postava má čtyři základní atributy:
- Síla – zvyšuje fyzické zranění většiny zbraní a omezuje, které předměty může postava nosit.
- Obratnost – zvyšuje přesnost všech zbraní, obranu, poškození střelných zbraní, šanci na blokování štítem a snižuje šanci zasažení nepřítelem.
- Vitalita – zvyšuje množství životů postavy a výdrž.
- Energie – zvyšuje zásobu many.

Tyto atributy jsou po vytvoření postavy přednastaveny na základní hodnoty. S každou novou úrovní dostane postava pět nových bodů k rozdělení dle uvážení. Další zajímavostí je, že atributy zvyšují bonusy u každé postavy jinak. Např. barbar získá za 1 bod do vitality 4 k životu a čarodějka pouze 2 body.
Mezi sekundární atributy se dají považovat součty všech vlastností stejného typu z dovedností a předmětů, např. rezistence vůči elementům (oheň, chlad, blesky, jed), útočné hodnocení (Attack Rating), obrana (Defense), škody kouzel a útoků, šance na nalezení magického předmětu, regenerace zdraví a many, redukce zranění a magického zranění, apod.

## Dovednosti
Každá postava se může naučit až 30 různých dovedností, které jsou rozdělené do tří stromů dle obecné charakteristiky. Za 99 úrovní může každá postava rozdělit včetně všech odměn z úkolů až 110 bodů. Každá dovednost může pojmout nanejvýš 20 bodů. Ty, jež má postava více naučené, jsou zpravidla velmi silné. Od patche 1.10 byly přidány do kalkulace výpočtu účinku dovednosti i synergie, jež odměňují postavu za užívání i jiných, častokrát méně oblíbených schopností.
Dovednosti mohou být posíleny konkrétními bonusy z předmětů nebo bonusu na celou větev dovedností nebo bonusem ke všem aučeným dovednostem. Díky tomu lze dosáhnout u dovedností i vyšší úrovně než 20.

## Příběh
Do středověkého blázince přichází postava zahalená do temného pláště a vchází do cely šíleného kněze Mariuse. Marius se nejprve vylekal, ale v siluetě tajemného návštěvníka poznává archanděla Tyraela, s nímž se kdysi jednou setkal při svém putování. Polituje se před ním, jak dopadl, a obviňuje se, že je všechno jen a jen jeho vina. Tyrael se zeptal, čím se provinil, a Marius odpověděl, že je příčinou onen poutník.
Přesunul se ve svém vyprávění tam, kde skončil předchozí díl Diabla. Marius se tenkrát nacházel v příhraniční krčmě, kde se každý den opíjel do němoty, aby zapomenul na hrůzy, jež zažil v době děje Diabla I. Jednoho dne do krčmy vstoupil tajemný válečník, v němž Marius okamžitě poznal zlo, před nímž se zde skrýval. Válečník zde na čas zcela ztratil nad sebou kontrolu a démoni, jež ovládal, celou krčmu podpálili a osazenstvo pozabíjeli, kromě Mariuse. Tento tajemný válečník se poté vydal daleko na východ a Marius tenkrát cítil, že musí jít s ním.
Byl to totiž hrdina, který v Diablu I zabil Pána hrůzy pod Tristramem a uvěznil jeho duši v duševínu. Ten však byl poškozen. Aby hrdina zajistil, že bude duše Diabla navždy uvězněna, vrazil si duševín do vlastního čela. Tímto odvážným činem však pouze sám sebe odsoudil k nevyhnutelné záhubě a zatracení, neboť vzdorovat Diablovi smrtelník prakticky nemůže, je příliš silný. Nakonec hrdinu zcela ovládl. Diablova moc však byla v jeho těle přesto potlačována a omezena, neboť měl válečník příliš silnou vůli, takže nemohl obnovit svou pravou podobu. Po několikatýdenních oslavách v Tristramu se vydal jako Temný poutník (anglicky „Dark Wanderer“) beze slova na cestu a zanechával za sebou jen zlo, jak názorně ukázal například v oné krčmě. Démoni, jež Diablo po sobě zanechával v zemi Khandurasu, brzy zcela ovládli divočinu a obyvatelstvo buď uprchlo, nebo se stáhlo do opevněných tábořišť, nebo podlehlo temnotě a přidalo se ve formě démonů nebo nemrtvých k silám zla. Jedno tábořiště vybudovaly i tulačky-lukostřelkyně, jež původně obývaly opuštěný mohutný klášter a působily jako stráž na východní hranici. I ony musely své působiště opustit. Nejhůře však dopadl Tristram, který byl do základu démony vypálen a obyvatelstvo bylo vyvražděno či posednuto.

### Akt I
V těchto těžkých časech do tábora tulaček dorazila sedmice hrdinů (hráčské postavy). Skupina se neohroženě vydala vyčistit divočinu obklopující tábor od démonů, kteří chystali útok na tábor. Poté ukončila činnost ďáblem posednuté bývalé velitelky tulaček zvané Blood Raven. Pomocí mohylových kamenů se hrdinové dostali portálem do vypáleného Tristramu vyšetřit, co se tam vlastně stalo a proč se démoni do kraje vrátili. Našli tam jen oheň, hordu vřískajících démonů a jediného přeživšího, posledního příslušníka řádu Horadrimů: Deckarda Caina, který jako poslední na světě disponoval informacemi o démonech a válce hříchů, na které se již zapomnělo.
Hrdiny po svém zotavení poslal do kláštera tulaček, kde zvědové potvrdili, že sídlí jedna z druhotných zlotvorů: Andariel, panna úzkosti. Její přítomnost v klášteře byla v kontextu s uplynulými událostmi potvrzením, že se Diablova moc již plně obnovila, a pro zajištění bezpečnosti v Khandurasu musela být poražena. Sídlila až v nejhlubších kobkách klášterních katakomb, obklopená množstvím nebezpečných monster. Proti dobře sehrané a různorodé skupině byla její inkarnace snadno přemožena a poslána zpět do horoucích pekel. Skupina se poté v táboře rozloučila a s Warrivem a Deckardem Cainem se vydala na východ po stopách Temného poutníka, o kterém jim Deckard Cain vyprávěl.
Mezitím se Temný poutník s Mariusem dostal do pouští říše Kedžistán, konkrétně do přímořského města Lut Gholein. Mariusovi svou mocí vnutil sen o uvěznění Tal Rashi za živa s duševínem zabodnutým v hrudi. Když se z něj probral, poutník mu jen řekl, že je to jeho bratr, kterého musí najít a osvobodit. Mariuse poslal do Lut Gholeinu vyzvídat od místních a vyjednat odvoz přes moře dále na východ, zatímco se on sám pustil do pátrání po Tal Rashově hrobce. Při tom nezapomněl obracet divočinu na svou stranu a vyvolávat další démony.

### Akt II
Skupina hrdinů však do Lut Gholeinu dorazila až v momentě, kdy bylo celé okolí zamořeno démony a dokonce ani místní ozbrojená stráž už nestačila odolávat náporu na hradby města. Na stranu démonů se navíc přidávali i dávní vládci Kedžistánu, jeden z nich byl mumifikován a umístěn pod lut-gholeinskými stokami. Hrdinové postup jím ovládaných démonů směrem na povrch zastavili. Poté je Deckard Cain vyslal hledat části horadrimské hole a magickou horadrimskou kostku, kde ji měli scelit. Vladař Lut Gholeinu Jerhyn se jim svěřil, že Temný poutník, o němž se ve městě šeptalo, nebyl nikdo jiný než sám Diablo, převlečený za člověka. Čaroděj Drognan měl podezření, že hledá Tal Rashovu hrobku, aby z něj vysvobodil svého bratra Baala.
Skupina v opuštěných hrobkách pradávné civilizace nachází horadrimskou kostku i obě části hole, ale trvá to příliš dlouho. Mezitím se Drognanovi povedlo najít vodítko, jak cestu k Tal Rashově hrobce urychlit. Z návrhu se nakonec stává nutnost, protože se hordy démonů začaly probíjet přes městské strážné sklepením Jerhynova paláce. Dole se totiž nacházel vchod do tajemné vesmírné svatyně, kam kdysi jeden z velkých zaklínačů Horazon z řádu Vizjerei uvěznil mnoho démonů. Přes ty se hrdinové museli prosekat a zabili i Horazona resp. to, co z něj zbylo. V Horazonových poznámkách se hrdinové dočetli, že před 180 lety bylo zbudováno sedm Tal Rashových hrobek, kam archanděl Tyrael uvěznil mocného vůdce Horadrimů Tal Rashu, který se obětoval k zadržení podstaty Baala v poškozeném duševínu. Dočetli se, která z nich je pravá. V ní nalezli oltář, který pomocí horadrimské hole odemkl vchod do komnaty. Zde však narazili na obrovského démona Duriela, prince bolesti, druhého z druhotných zlotvorů, jenž je uvítal s posměškem, zda sem snad nepřišli hledat Baala. Po jeho porážce hrdinové osvobodili archanděla Tyraela, který byl připoután k obelisku, kde se mělo nacházet Tal Rasha. Jeho tělo však nebylo nikde. Tyrael jim sdělil, že přišli příliš pozdě a že Diablo s Baalem nyní bezpochyby míří do Kurastu, kde byl uvězněn jejich bratr Mephisto.
Jak se Baalovi vůbec z jeho vězení povedlo uniknout? Marius ve své cele pokračuje ve vyprávění. Když tenkrát konečně s Temným poutníkem nalezli Tal Rashovu hrobku, prý si všiml, že jeho společník ztrácí svou lidskou podstatu. Každý další krok kupředu poutníka posiloval. V Tal Rashově komnatě se prudce vydal osvobodit Baala vytáhnutím duševínu z Tal Rashova těla, avšak v tom mu zabránil Tyrael, jež se pustil do souboje. Baal mezitím zmanipuloval Mariusovu mysl a přesvědčil ho, že vytažením duševínu ho spasí, tak to udělal. Tyrael pak Mariusovi s hrůzou vyčetl, že zpečetil svým činem osud světa. Aby to napravil, musel se vydat do Kurastu vyhledat bránu do pekel, najít odvahu projít a vyhledat v pekle kovárnu, kde bylo možné Baalův duševín zničit. Jak Temný poutník a Baal připoutávali Tyraela k obelisku, Marius utekl udělat to, co mu Tyrael řekl.

### Akt III
Hrdinové dorazili lodí do přístaviště Kurastu, který chránilo podivné, ale slabé magické pole proti démonům. Vešli do rozlehlých džunglí a spatřili tam obraz temného poutníka, jenž se jim však rozložil na několik malých démonů. To bylo velmi špatné znamení. Ve městě se ptali, proč je džungle plná démonů, zfanatizovaných a evidentně posedlých lidojedů. Dozvěděli se, že zakarumité, příslušníci svatého rytířského řádu, podlehli Mephistovým svodům nenávisti a zkaženosti, který se nějakým způsobem vymanil ze svého vězení a ovládl jejich nejvyšší radu. Ti z řádu udělali jen hordu bezduchých fanatiků. Jediný, kdo se zkazit nenechal, byl radní Khalim. Toho ostatní zabili a rozčtvrtili.
Skupina proto musela najít a exhumovat Khalimovy ostatky, jež v horadrimské krychli přetvořila v Khalimův odkaz, který dokázal jako jediný prolomit pečeť nenávisti v Kurastu. Souboj s kurastskou radou v chrámu Travincal byl velmi tvrdý, avšak do chrámu nenávisti pod Travincalem se hrdinové nakonec dostali...
Krátce před nimi dorazil na místo i Marius (jehož snad přes radu v Travincalu dovnitř pustil Baalův duševín). Byl svědkem sjednocení trojice prvotních zlotvorů: Baala, Mephista i Diabla. Temný poutník se před Mariuvými zraky proměnil ze zbytku člověka v démona v plné síle, vylepšeného o schopnosti válečníka, který se opovážil ho v sobě uvěznit. Jak Diablo prošel pekelnou bránou, Marius za pár sekund hrůzou a přítomností všech třech prvotních zel zestárl o nejméně dvacet let, a zmizel pryč.
...hrdinové v hlubinách chrámu nenávisti nalezli pouze pár zbylých členů Rady a Mephista, pána nenávisti a nejstaršího ze tří bratrů. Ten jen nepříjemným a hlasitým hlasem prohlásil, že jdou pozdě. Zkušená parta si však s inkarnací tohoto zlotvora rychle poradila, sebrala sedm úlomků z jeho duševínu, a se zavřenýma očima pronikla do pekelné brány.

### Akt IV
Brána je odeslala do jediné nebeské državy v pekle, pevnosti Pandemonium, kde se setkali se starým přítelem Tyraelem. Deckard Cain s nimi bránou prošel také a instruoval je, jak mají Mephistovy úlomky duševínu zničit. Skupina se vydala do pekelných plání, kde narazila na tuhý odpor démonů, a také na padlého anděla Izuala. Jednalo se o bývalého velitele nebeské armády, který bezhlavě vedl útok do pekel, kde byl zajat, a vyzradil trojici prvotních zlotvorů tajemství duševínu, tudíž jim umožnil poškodit ho dostat se z něj, kdyby někdy byli do něj chyceni. Anděl hrdinům ovšem po svém vysvobození sdělil, že je Tyrael blázen, že je do pekla poslal ho zachránit, a že je celý svět odsouzený k záhubě. Hrdinové pak nalezli pekelnou kovárnu, kde pekelným kladivem rozbili Mephistovy duševíny, které se rozpadly na velké množství magických drahokamů a run, jež si hrdinové nechali vložit do své zbroje, aby se posílili před závěrečným bojem s Diablem.
Po kamenném mostě se dostali přes ohnivou řeku do chrámu chaosu, kde prolomením pěti pečetí vyvolali mocného Diabla. Ten nebyl tímto příliš nadšen, takže slíbil narušitelům, že je před ním nezachrání ani jejich vlastní smrt. Před tím ho však zachránila jeho smrt. Vítězství v bitvě však nebylo snadné, neboť hrdinové museli neustále manévrovat mezi Diablovými kouzly. Při návratu do pevnosti Pandemonium hrdinové v kovárně zničili i Diablův duševín, a Tyrael jim jen pogratuloval. Měl však špatné zprávy, neboť se Baal mezitím vydal zkonsolidovat svou moc na zemi. Příběh těchto hrdinů tedy pokračuje v datadisku Diablo II: Lord of Destruction.
Marius v blázinci pak Tyraelovi vypráví, že se později dozvěděl o Diablově smrti i o zničení druhého duševínu. Obviňuje se, že zklamal a neprošel pekelnou bránou, jak mu nakázal, a prosí o odpuštění. Tyrael k Mariusovi přistoupil a řekl mu, že když odevzdá duševín, bude mu odpuštěno. Marius to nadšeně udělal s poukazem, co z něj ten duševín udělal. Tyrael mu pak poděkoval za správný úkon a prozradil mu svou skutečnou identitu. Duševínem si nasvítil obličej a Marius s hrůzou poznal mumifikovanou tvář Tal Rashi, čili Baala. S výkřiky "ne, ne, ne" pak Baalovou rukou umírá a jak Baal opouští Mariusovu celu, zapálí svým pochodem celé sanatorium.